# انتخابات الرئاسة التركمانية 2007
انتخابات الرئاسة التركمانية 2007 هي الانتخابات الرئاسية التي جرت في 2007، في تركمانستان، لانتخاب رئيس تركمانستان، فاز بالانتخابات قربانقلي بردي محمدوف.